# Farinha de coca

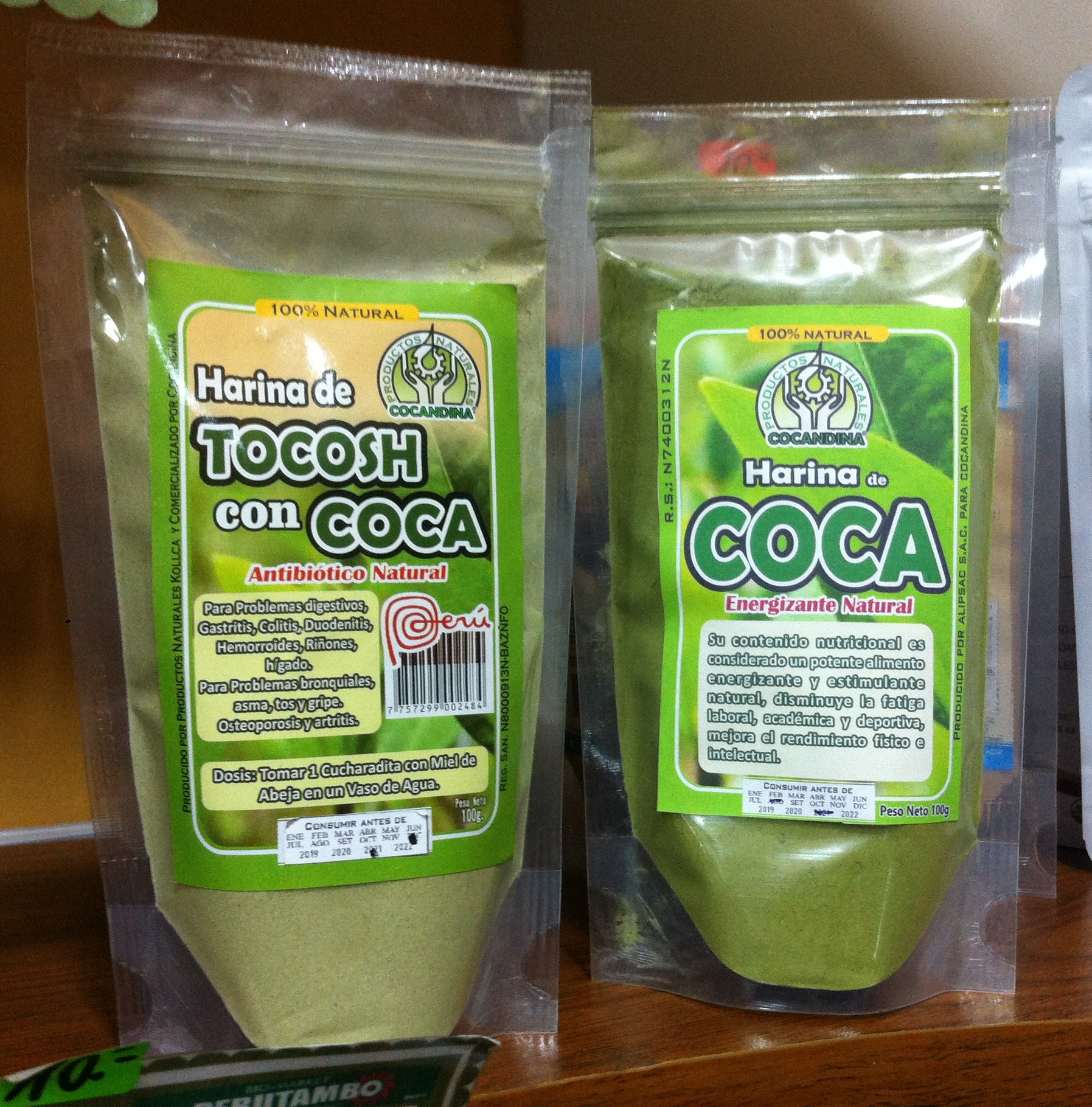
Fotos Farinha de Coca

A farinha de coca é um alimento preparado a partir de folhas de coca, que passam por secagem e são moídas após serem colhidas da planta da coca, das espécies Erythroxylum coca e E. novogranatense. A farinha de coca é produzida para fins comerciais e é comumente encontrada em lojas de alimentos em Bolívia, Peru e Equador.
A farinha de coca é usada principalmente como aditivo alimentar na preparação de pães, bolos, doces, sucos e cereais. Nos Andes, é amplamente utilizada como medicamento natural no tratamento de gastrite, cólica, reumatismo, artrite, tosse seca, colesterol e diabetes.
A farinha de coca também é comercializada em forma de cápsulas como suplemento alimentar, pois contém as propriedades naturais derivadas das folhas de coca, incluindo os minerais essenciais (cálcio, potássio, fósforo), vitaminas (B1, B2, C e E) e outros nutrientes, como proteínas e fibra.